# Матей Мегалос
Матей (на гръцки: Ματθαίος, Матеос) е православен духовник, еноски (1807 - 1821), солунски (1821 - 1823) и кизически митрополит (1823 – 1831).

## Биография
Роден е в гръцко семейство в тракийското градче Енос в средата на XVIII век с фамилията Мегалос (Μέγαλος) или Мегалиос (Μεγαλιός). Учи при Сергиос Макариос, директор на Патриаршеската академия в годините след 1777 до 1790 или 1793, както и за по-кратък период от време, преди 1777 година. След завършване на обучението си, преподава за малко в академията и заминава за Епиват, където работи като учител. Става дякон, а по-късно секретар на митрополит Матей Ираклийски (1794 – 1821) в годините 1803 – 1807. През февруари 1807 година Матей е ръкоположен за еноски митрополит. През 1812 г. е изпратен от Вселенската патриаршия в Смирна като екзарх, за да реши проблема с Филологическата гимназия, но не успява. По време на престоя си в Енос въвежда в гръцкото общинско училище преподаване на църковна музика със съвременни методи. Работи и като учител.
През 1821 година, след убийството на митрополит Йосиф III Солунски, е избран на престола в Солун. Служи в Солун до август 1823 г., когато при управлението на патриарх Антим III Константинополски (1822-1824) е избран за глава на Кизическата митрополия, като остава на поста до смъртта си през юли 1831 година. През 1824 и частично през 1825 г. е член на Светия Синод и за кратко председател на Съвместната комисия, която ръководи финансите на Великата църква. Матей и кизишките първенци се опитват да наложат избора на Матей за вселенски патриарх и се опитват да предизвика оставката на Агатангел I Константинополски (1826-1830). Агатангел, обаче, знаейки, че Матей е опасен противник, се опитва да го наложи за йерусалимски патриарх след смъртта на патриарх на Поликарп на 3 януари 1827 г. Но епитропите на Божи гроб го отхвърлят и налагат божигробския архимандрит Атанасий.
Матей пише описание на Кизическата митрополия, отправя обвинения срещу Иларион Търновски, че се е осмелил да преведе Библията на новогръцки.